# Venusschelpen
De Venusschelpen (Veneridae) is een grote familie tweekleppige weekdieren. De familie telt meer dan vijfhonderd recente soorten.

## Beschrijving
Het zijn fraaie, dikke, vaak zwaar gesculpteerde en gepigmenteerde schelpen. Ze leven op middelmatig geëxposeerde tot beschutte zandige kusten. Ze zijn gelijkkleppig maar ongelijkzijdig, met vrij ver naar voren geplaatste, prominente umbo's. Elke klep heeft drie cardinale tanden en soms ook een voorste laterale tand. De voorste en achterste spierindruksels zijn ongeveer even groot. De mantellijn heeft een duidelijke bocht.

## Taxonomie
De volgende geslachten zijn bij de familie ingedeeld:
- Agriopoma Dall, 1902
- Amiantis Carpenter, 1864
- Anomalocardia Schumacher, 1817
- Anomalodiscus Dall, 1902
- Antigona Schumacher, 1817
- Aphrodora Jukes-Browne, 1914
- Asaphinoides F. Hodson, 1931
- Atamarcia Marwick, 1927 †
- Austrovenus Finlay, 1926
- Bassina Jukes-Browne, 1914
- Callista Poli, 1791
- Callithaca Dall, 1902
- Callocardia A. Adams, 1864
- Callpita M. Huber, 2010
- Chamelea Mörch, 1853
- Chione Megerle von Mühlfeld, 1811
- Chioneryx Iredale, 1924
- Chionista Keen, 1958
- Chionopsis Olsson, 1932
- Circe Schumacher, 1817
- Circenita Jousseaume, 1888
- Circomphalus Mörch, 1853
- Clausinella Gray, 1851
- Clementia Gray, 1842
- Compsomyax Stewart, 1930
- Comus Cox, 1930
- Costacallista Palmer, 1927
- Costellipitar Habe, 1951
- Cryptonemella Kuroda & Habe, 1951
- Cyclina Deshayes, 1850
- Cyclinella Dall, 1902
- Dorisca Dall, Bartsch & Rehder, 1938
- Dosina J.E. Gray, 1835
- Dosinia Scopoli, 1777
- Egesta Conrad, 1845
- Eumarcia Iredale, 1924
- Eurhomalea Cossmann, 1920
- Ezocallista Kira, 1959
- Gafrarium Röding, 1798
- Gemma Deshayes, 1853
- Globivenus Coen, 1934
- Gomphina Mörch, 1853
- Gomphinella Marwick, 1927
- Gouldia C. B. Adams, 1847
- Gouldiopa Iredale, 1924
- Granicorium Hedley, 1906
- Grateloupia, Onbekend, 1830 †
- Hinemoana Marwick, 1927 †
- Humilaria Grant & Gale, 1931
- Hyphantosoma Dall, 1902
- Hysteroconcha Dall, 1902
- Iliochione Olsson, 1961
- Irus F. C. Schmidt, 1818
- Irusella Hertlein & Grant, 1972
- Jukesena Iredale, 1915
- Katelysia Römer, 1857
- Katherinella Tegland, 1929 †
- Kyrina Jousseaume, 1894
- Laevicirce Habe, 1951
- Lamelliconcha Dall, 1902
- Lepidocardia Dall, 1902
- Leukoma Römer, 1857
- Lioconcha Mörch, 1853
- Liocyma Dall, 1870
- Lirophora Conrad, 1863
- Macridiscus Dall, 1902
- Macrocallista Meek, 1876
- Marcia H. Adams & A. Adams, 1857
- Marwickia Finlay, 1930 †
- Megapitaria Grant & Gale, 1931
- Mercenaria Schumacher, 1817
- Meretrix Lamarck, 1799
- Meroena Jukes-Browne, 1908 †
- Notocallista Iredale, 1924
- Nutricola F. R. Bernard, 1982
- Panchione Olsson, 1964
- Paphia Röding, 1798
- Paphonotia Hertlein & Strong, 1948
- Parastarte Conrad, 1862
- Parvicirce Cosel, 1995
- Pelecyora Dall, 1902
- Periglypta Jukes-Browne, 1914

- Petricolinae d'Orbigny, 1840
  - Choristodon Jonas, 1844
  - Cooperella Carpenter, 1864
  - Lajonkairia Deshayes, 1854
  - Mysia Lamarck, 1818
  - Petricola Lamarck, 1801
  - Petricolaria Stoliczka, 1870
  - Pitar Römer, 1857
  - Pitarenus Rehder & Abbott, 1951
  - Placamen Iredale, 1925
  - Polititapes Chiamenti, 1900
  - Privigna Dall, Bartsch & Rehder, 1938
  - Protapes Dall, 1902
  - Proxichione Iredale, 1929
  - Redicirce Iredale, 1924
  - Rohea Marwick, 1938 †
  - Ruditapes Chiamenti, 1900
  - Samarangia Dall, 1902
  - Saxidomus Conrad, 1837
  - Sunetta Link, 1807
  - Sunettina Pfeiffer, 1869
  - Tapes Megerle von Mühlfeld, 1811
  - Tawera Marwick, 1927
  - Timoclea T. Brown, 1827
  - Tivela Link, 1807
  - Transennella Dall, 1884
  - Transenpitar Fischer-Piette & Testud, 1967
  - Turia Marwick, 1927 †
- Turtoniinae Clark, 1855
  - Turtonia Alder, 1848
  - Veneriglossa Dall, 1886
  - Venerupis Lamarck, 1818
  - Venus Linnaeus, 1758

## In Europa
De Europese fauna omvat 24 soorten waaronder:
- Venus verrucosa
- Circumphalia casina
- Clausinella fasciata
- Chamelea gallina
- Mercenaria mercenaria
- Pitar rudis
- Timoclea ovata
- Callista chione
- Gouldia minima
- Dosinia exoleta
- Dosinia lupinus
- Paphia rhomboides
- Paphia auria
- Tapes decussatus
- Venerupis senegalensis
- Venerupis saxatilis
- Irus irus

## Verhouding tot de mens
Veneridae worden wereldwijd in gerechten verwerkt en gegeten.

## Systematiek
De Veneridae worden onderverdeeld in meerdere subfamilies:
- Chioninae
- Circinae
- Clementinae
- Cyclinae
- Dosiniinae
- Gemminae
- Meretricinae
- Pitarinae
- Samaranginae
- Sunettinae
- Tapetinae
- Venerinae

## Fotogalerij

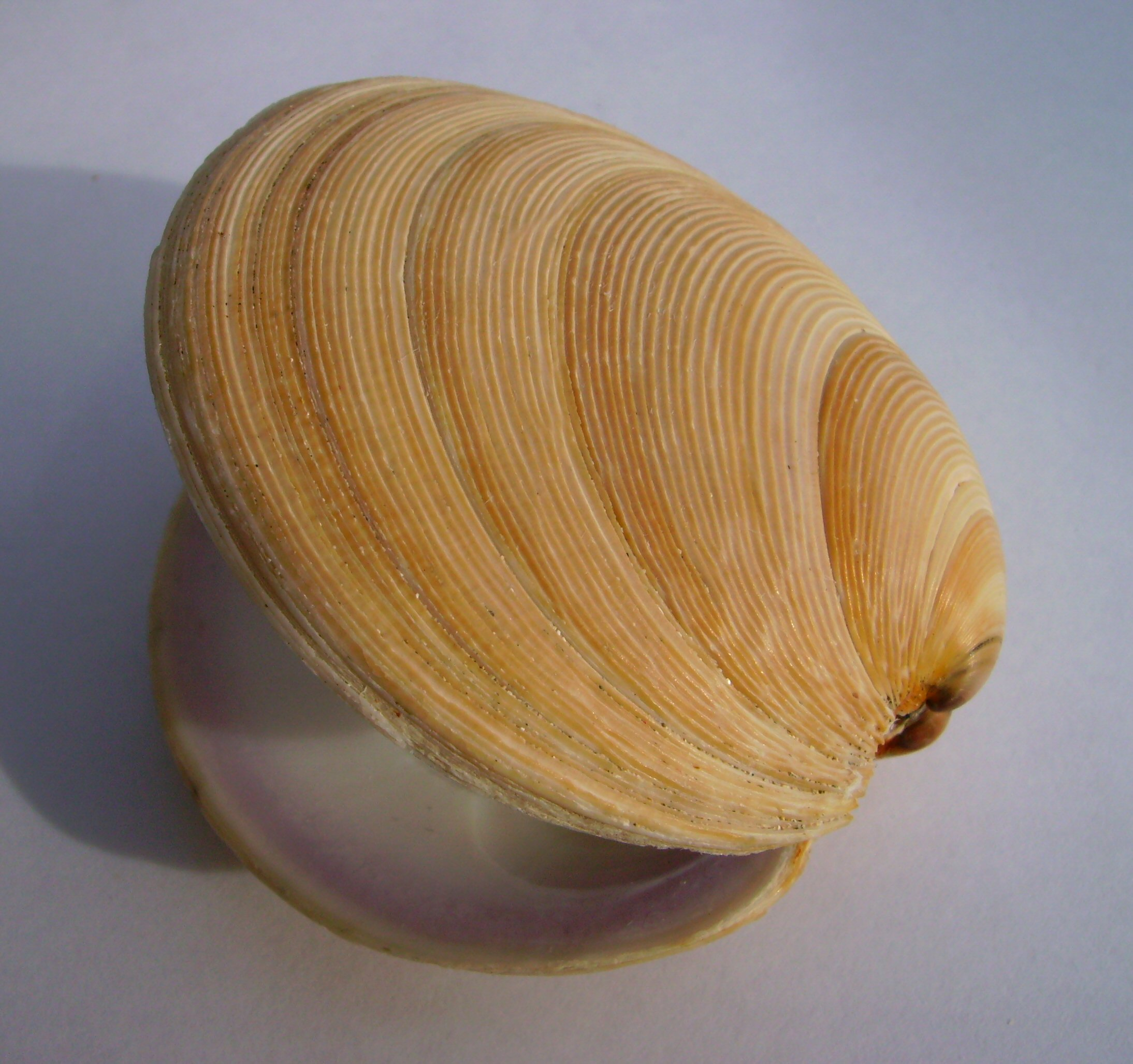
Dosinia anus uit Nieuw-Zeeland, a member of the Dosiniinae
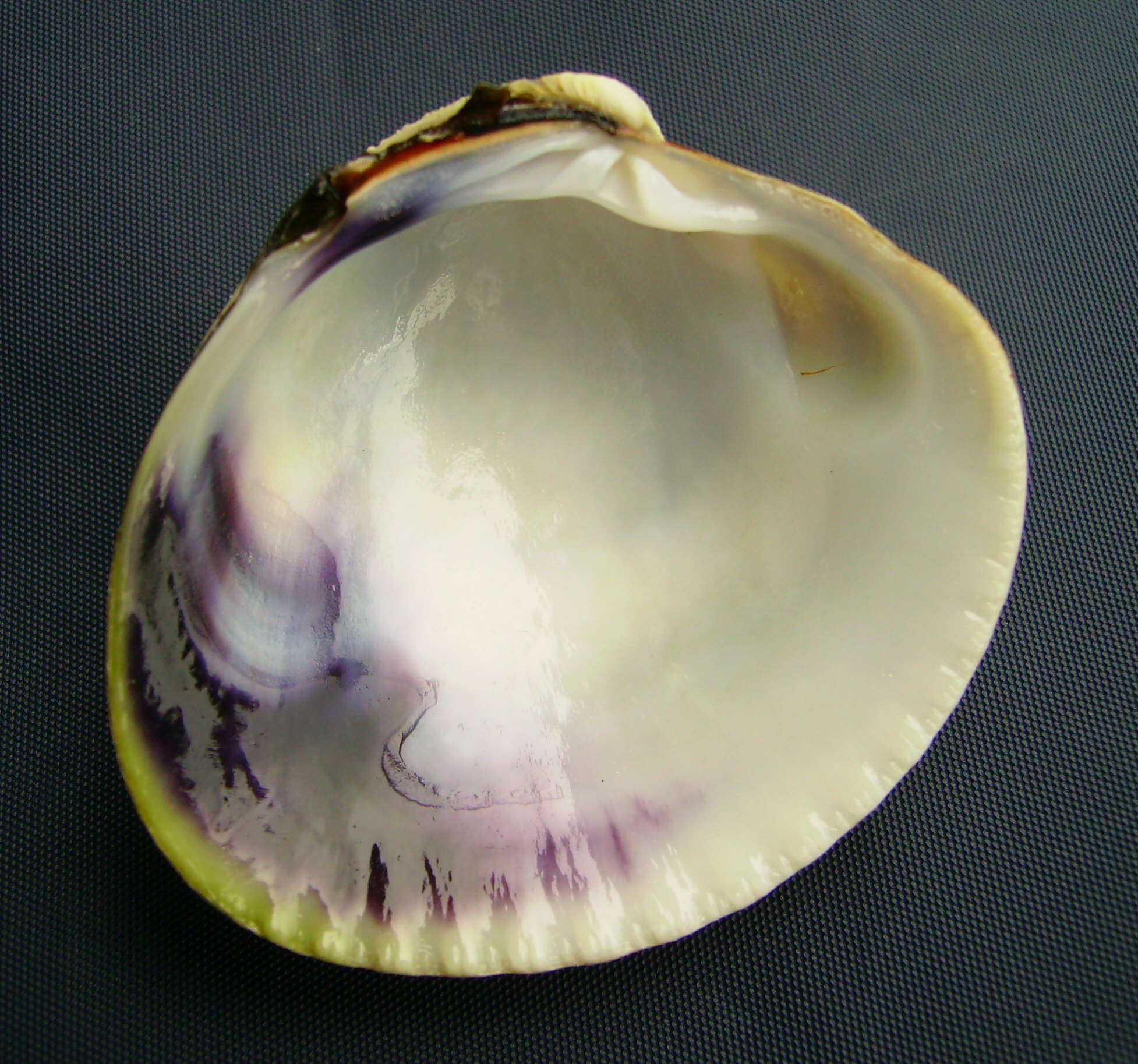
Austrovenus stutchburyi uit Nieuw-Zeeland
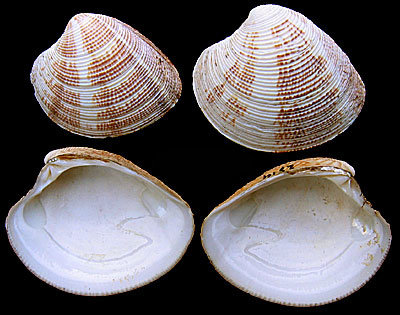
Chamelea striatula
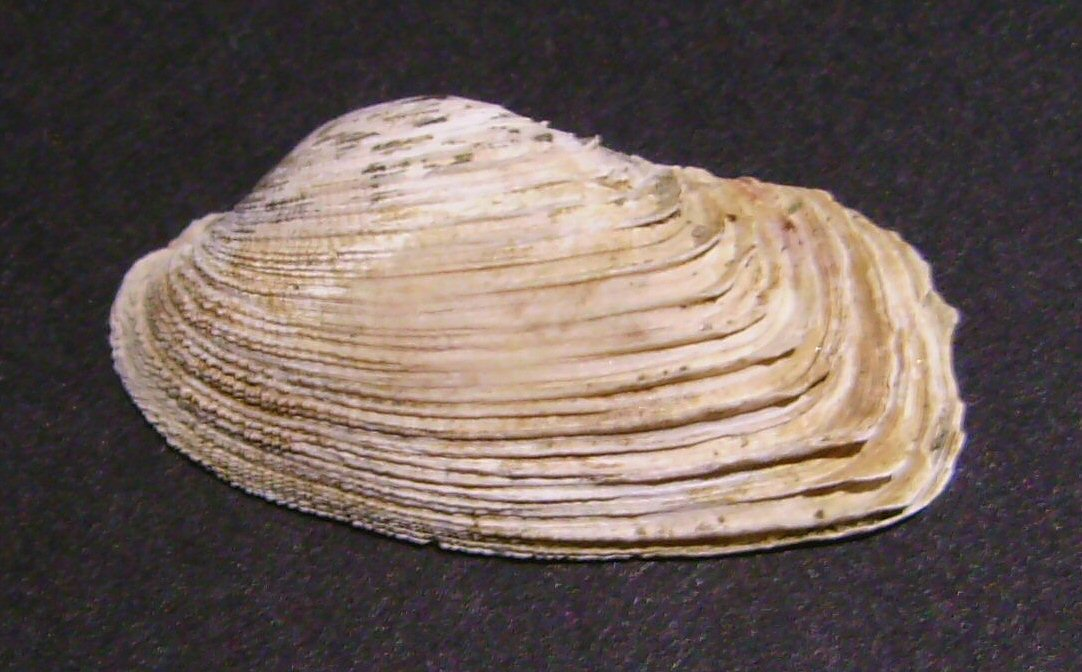
Irus elegans uit Nieuw-Zeeland
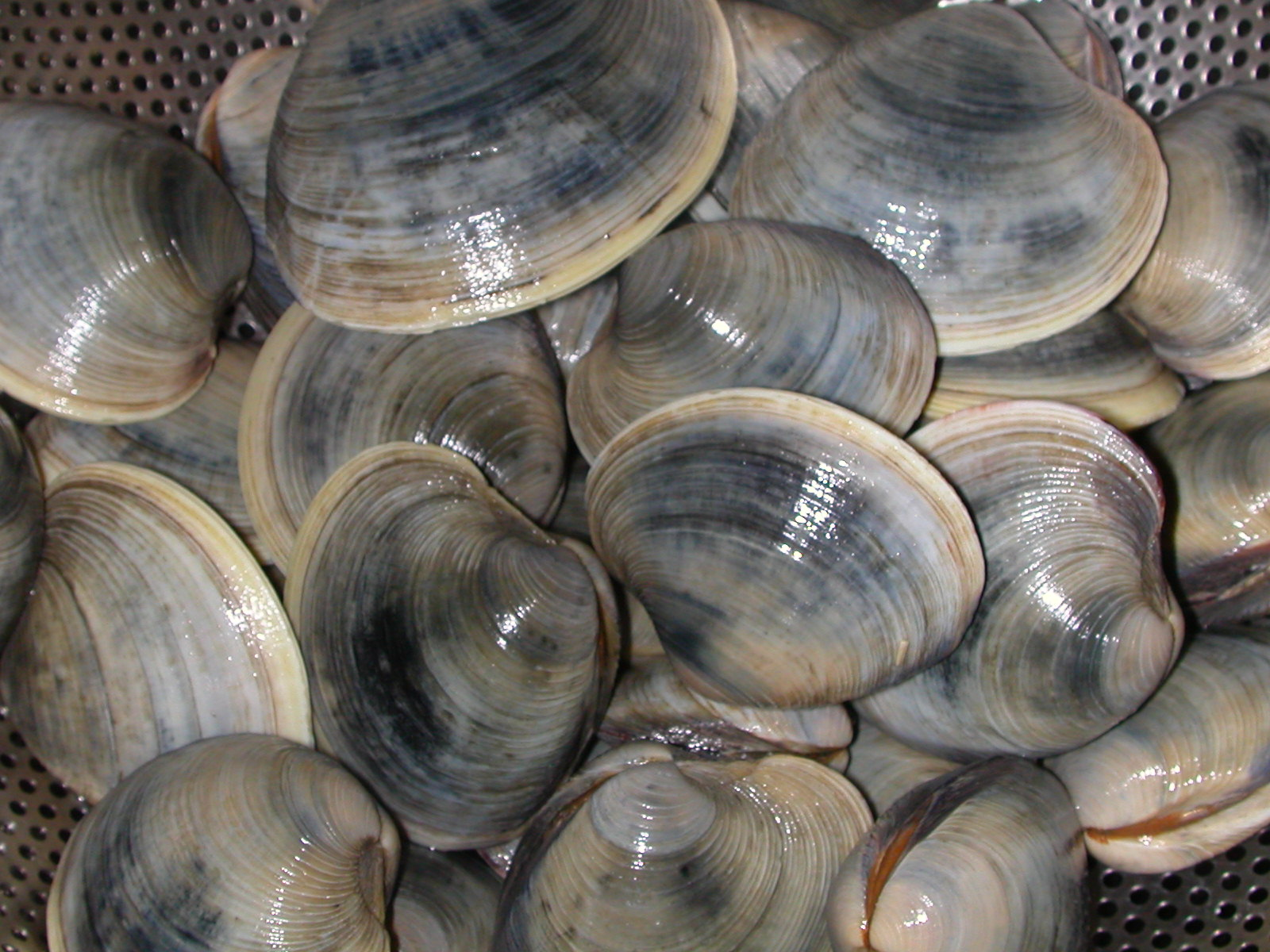
Mercenaria mercenaria
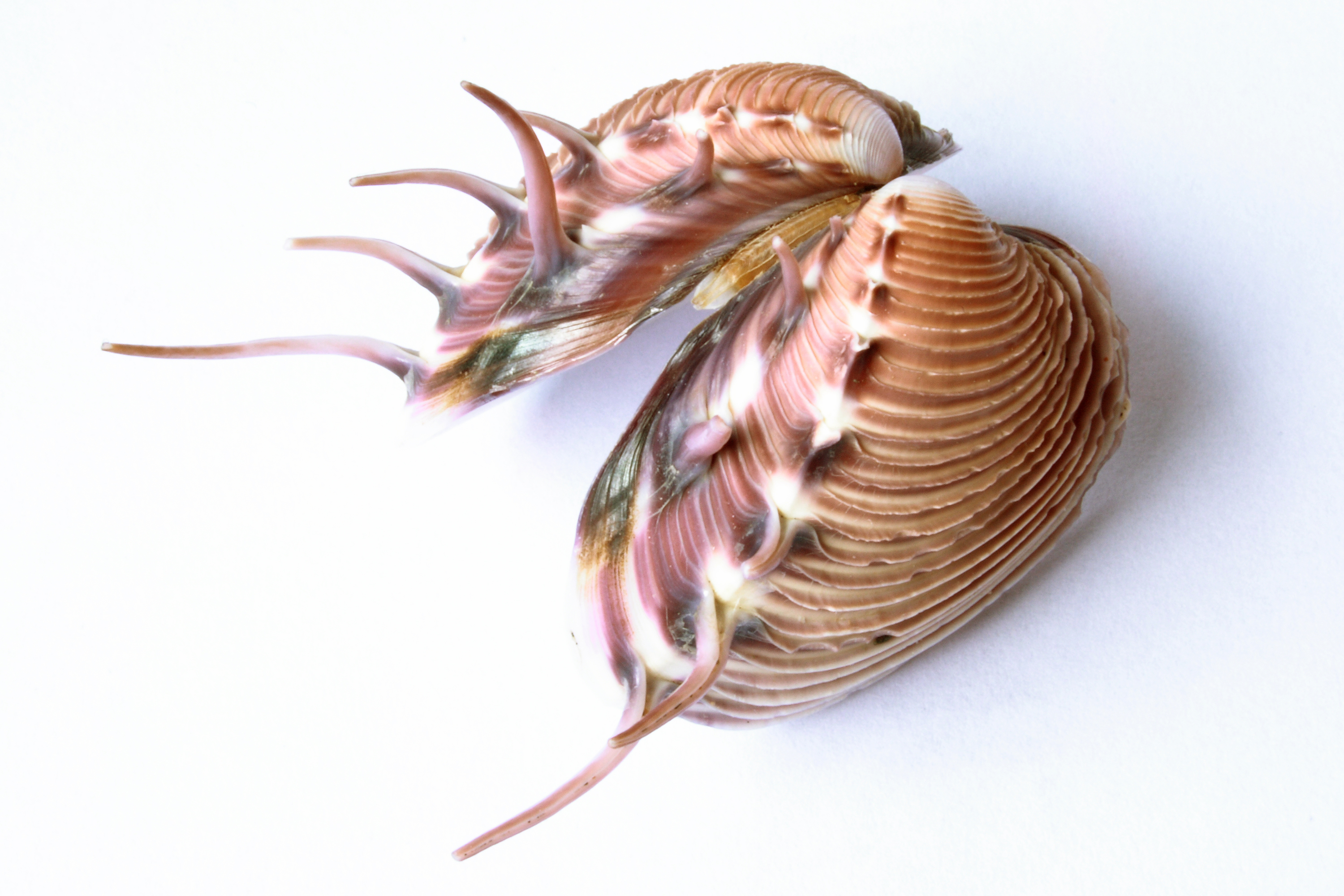
Pitar lupinaria uit Costa Rica
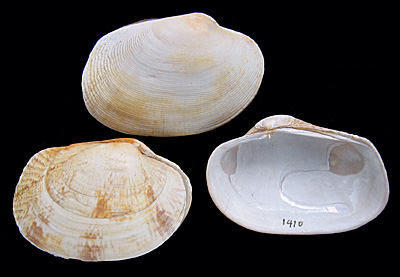
Venerupis senegalensis
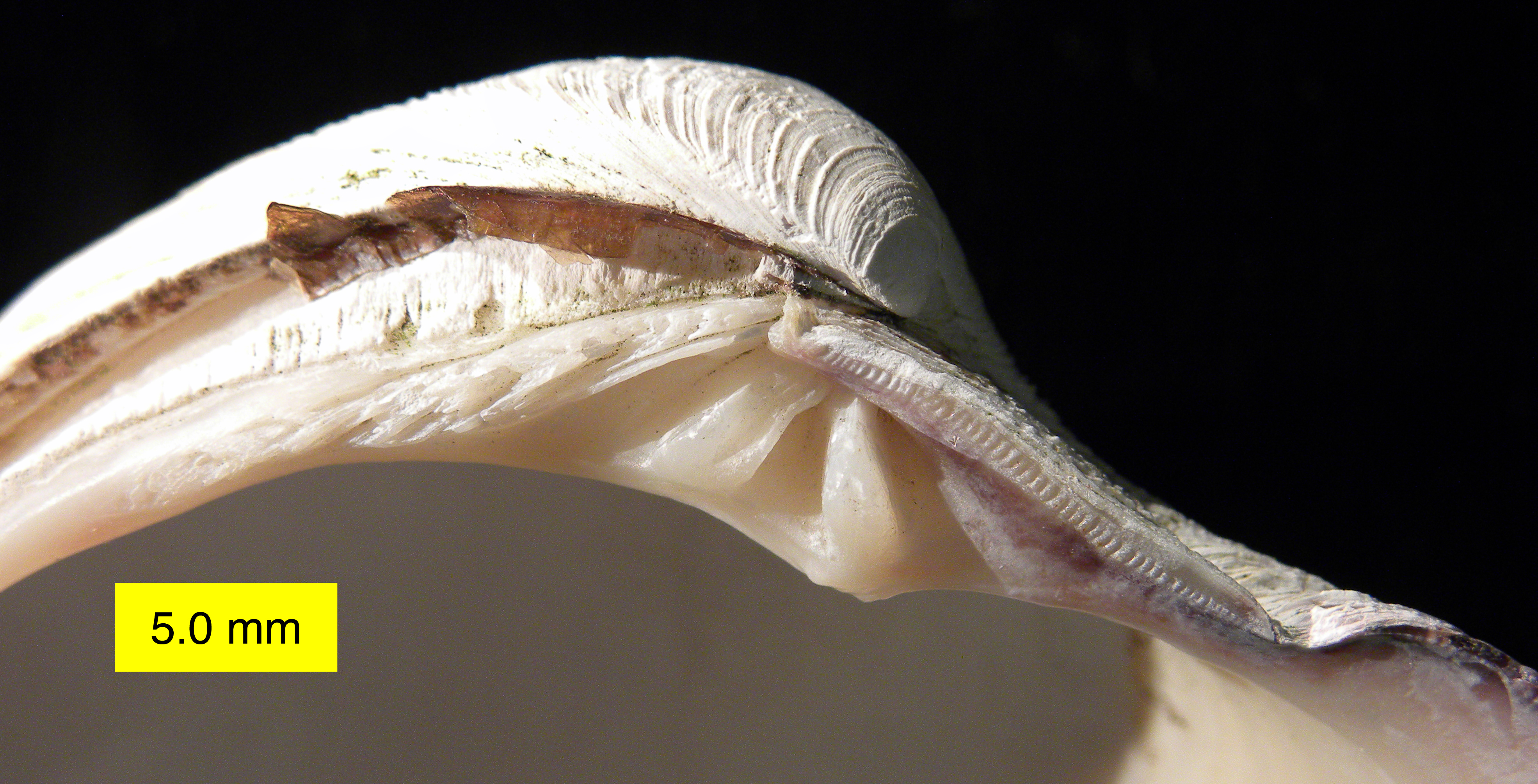
Mercenaria mercenaria
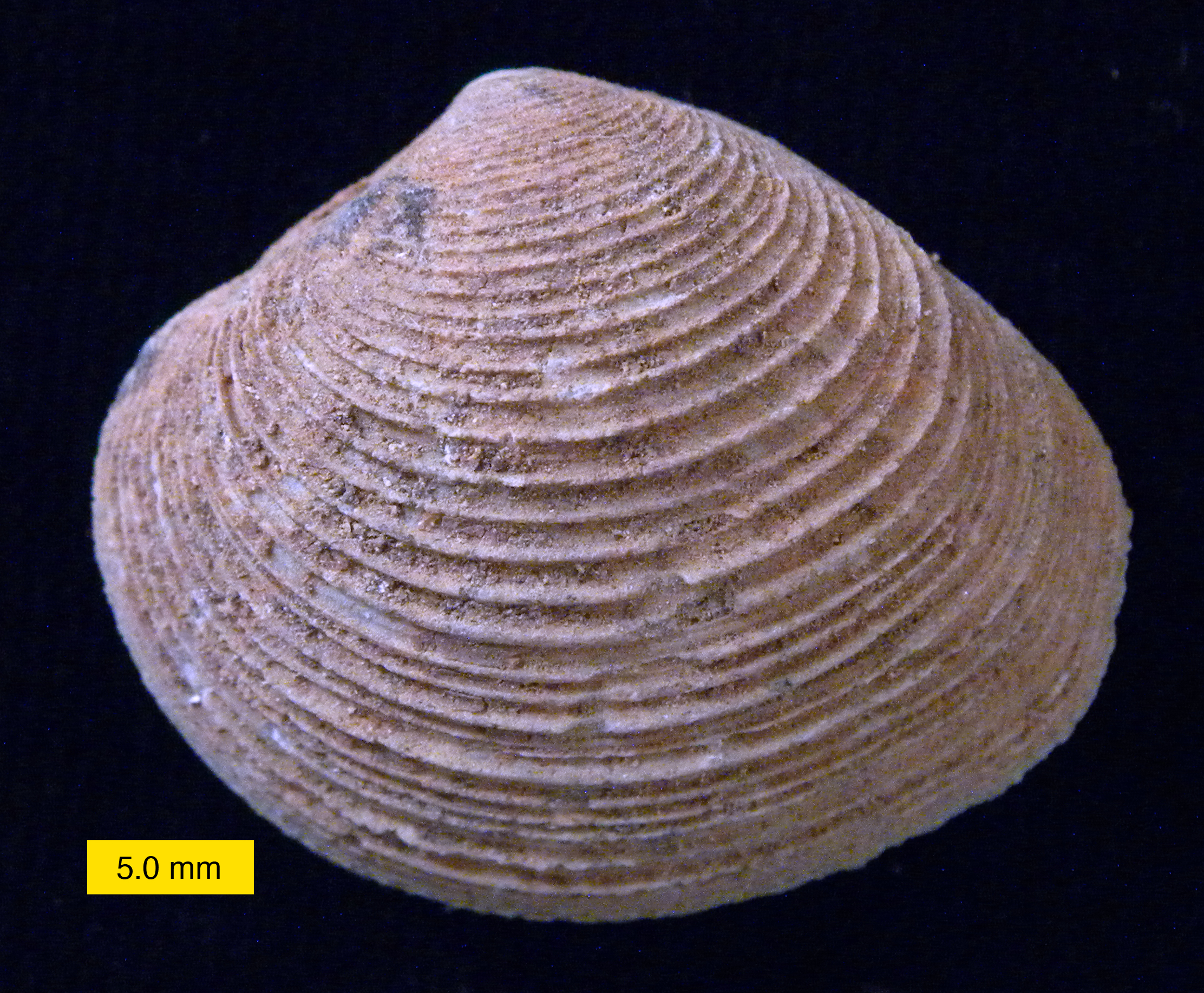
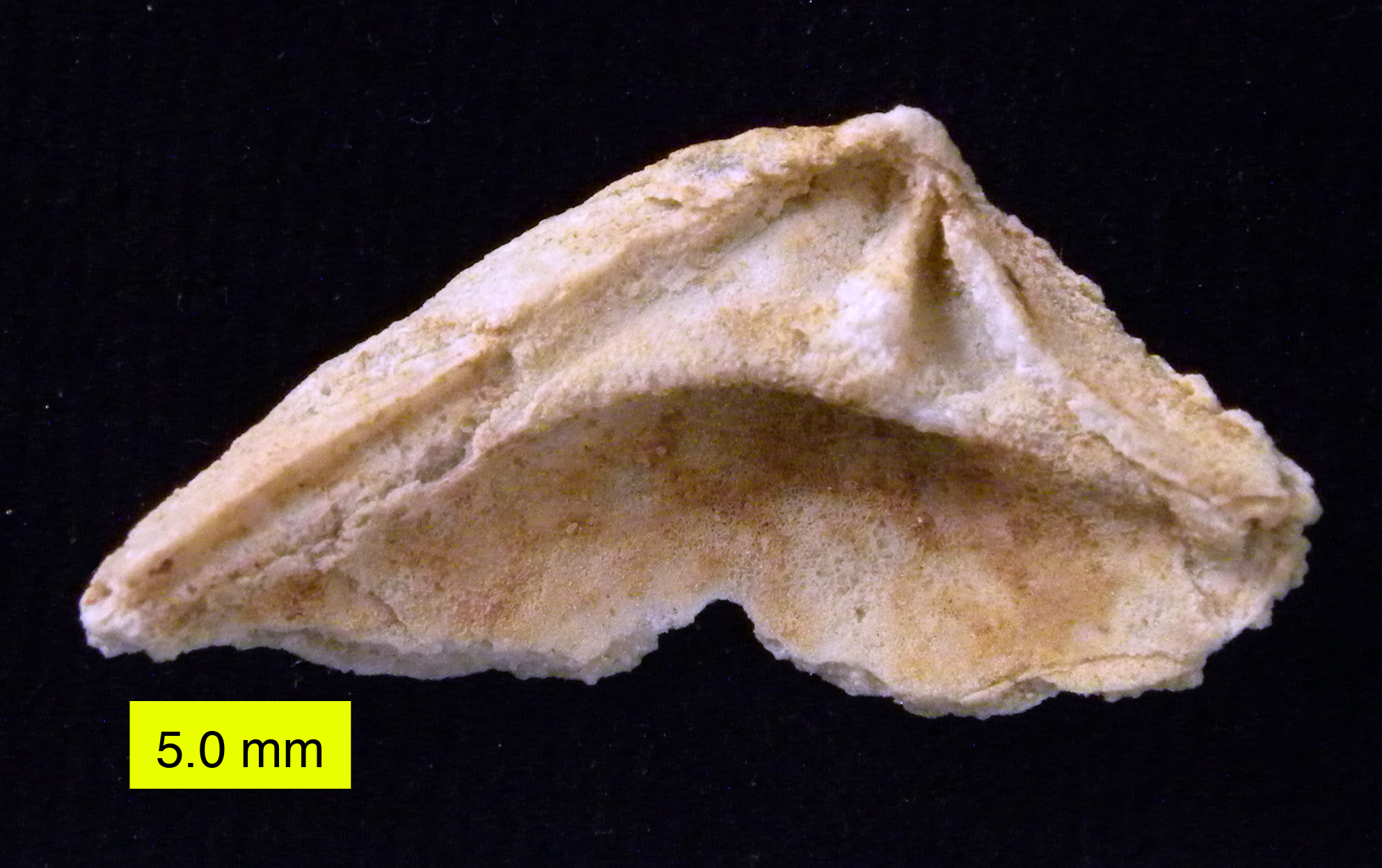